# Plaisir
Plaisir ist eine französische Gemeinde mit 31.971 Einwohnern (Stand 1. Januar 2022) im Département Yvelines in der Region Île-de-France. Sie gehört zum Arrondissement Versailles und ist Hauptort des gleichnamigen Kantons Plaisir. Die Einwohner werden Plaisirois genannt.

## Geografie
Die Stadt liegt 13 Kilometer westlich von Versailles.

## Wirtschaft
Plaisir ist Standort des Luftfahrtkonzerns Zodiac, des kleinen Automobilherstellers Acrea und von Meubles Ikea France, die Frankreichzentrale des Möbelhauses Ikea.

## Bauwerke
Das Schloss Plaisir erhielt sein heutiges Aussehen am Ende des 16./Anfang des 17. Jahrhunderts durch die Familie Le Tellier. Es steht – ebenso wie sein Schlosspark – seit 1961 als Monument historique unter Denkmalschutz und gehört seit 1976 der Gemeinde. 

## Städtepartnerschaften
Plaisir ist durch Städtepartnerschaften verbunden mit:
- Geesthacht, Schleswig-Holstein, seit 1975
- Lowestoft in der englischen Grafschaft Suffolk, seit 1979
- Bad Aussee in der Steiermark, seit 1982
- Moita (Portugal), seit 2001